# Ligne Barcelone - Vilafranca - Tarragone
La ligne Barcelone - Vilafranca - Tarragone, ligne Tarragone à Martorell et Barcelone ou ligne de Vilafranca est une ligne de chemin de fer espagnole qui appartient à ADIF qui relie Barcelone à Tarragone en passant par l'intérieur de la Catalogne. La ligne commence à la Gare de Barcelone-Sants et elle finit à la gare de Tarragone.
La ligne est d'écartement ibérique et à double voie et les services qui passent par la ligne sont des trains de banlieue, régionales et/ou de marchandises.

## Histoire
Le 28 février 1851, la concession du chemin de fer Barcelone - Martorell a été octroyée à Miquel Bergué. Elle est transférée en 1852 à la Compañía del Ferrocarril de Tarragone a Martorell y Barcelone, qui s'appellera plus tard la Compañía del Ferrocarril de Barcelone a Martorell, qui a inauguré la ligne jusqu’à Molins de Rei le 8 novembre 1854.
Initialement, le terminus était situé sur un terrain près des Torres de Canaletes et de la porte d'Isabel II, où se trouve maintenant la Rambla de Catalunya avec la Ronda Universitat.
Cette ligne fut construite par tronçons : Barcelone - Molins de Rei (1854) créé par la Compañía de los Caminos de Hierro del Centro de Cataluña ; Molins de Rei - Martorell créé par la Compañía del Ferrocarril de Barcelone a Martorell (avant Compañía de los Caminos de Hierro del Centro de Cataluña) ; Martorell - St Vicenç de C - Tarragone cré par la Compañía del Ferrocarril de Tarragone a Martorell y Barcelone (avant Ferrocarril de Barcelone a Martorell ou Caminos de Hierro del Centro de Cataluña).

## Caractéristiques

### Ligne
La ligne est d'écartement ibérique, il existe actuellement une proposition visant à adapter un tronçon de 82 kilomètres entre le port de Tarragone et le nœud de Castellbisbal par une troisième voie à écartement mixte.

### Gares et haltes

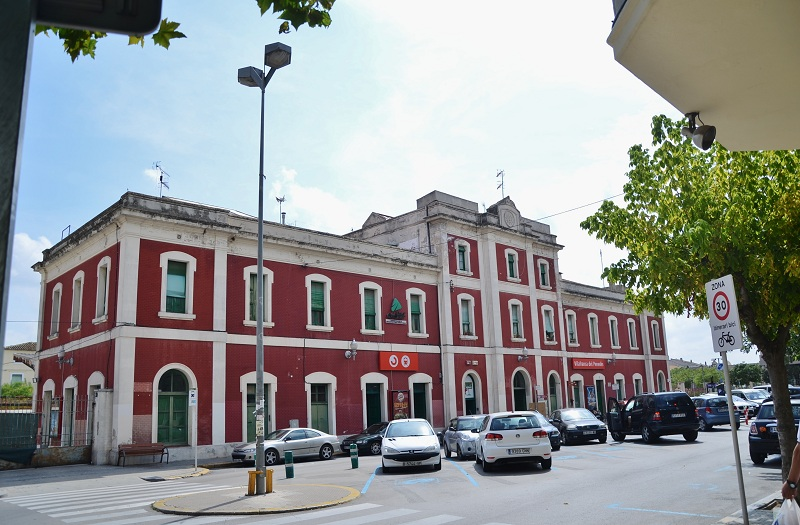
Gare de Vilafranca del Penedès.

## Exploitation
Actuellement sur cette ligne, il y a des trains de la ligne R4 des Rodalies Barcelone reliant Manresa à Barcelone (ligne Barcelone - Manresa - Lérida - Almacelles) et Barcelone à Martorell-Central, Vilafranca del Penedès et Sant Vicenç de Calders qui circule, en plus des lignes R16, R15, R12 et Ca6 de moyenne distance (sur le tronçon St. Vicenç de Calders - Tarragone), des lignes nationales et internationales de longue distance (sur le tronçon St. Vicenç de Calders - Tarragone) et des trains de marchandises.
| Service | Terminus                            | Début ligne            | Fin ligne              | Terminus                       |
| ------- | ----------------------------------- | ---------------------- | ---------------------- | ------------------------------ |
|         | Manresa                             | Barcelone-Sants        | Sant Vicenç de Calders | Sant Vicenç de Calders         |
|         | Cambrils / L'Hospitalet de l'Infant | Tarragone              | L'Arboç                | L'Arboç                        |
|         | Gare de Barcelone-França            | Sant Vicenç de Calders | Tarragone              | Lérida Pyrénées                |
|         | Gare de Barcelone-França            | Sant Vicenç de Calders | Tarragone              | Riba-roja d'Ebre               |
|         | Gare de Barcelone-França            | Sant Vicenç de Calders | Tarragone              | Ulldecona - Alcanar - La Sénia |
|         | Gare de Barcelone-França            | Sant Vicenç de Calders | Tarragone              | Saragosse                      |